# 6-Stunden-Rennen von Fuji 2022

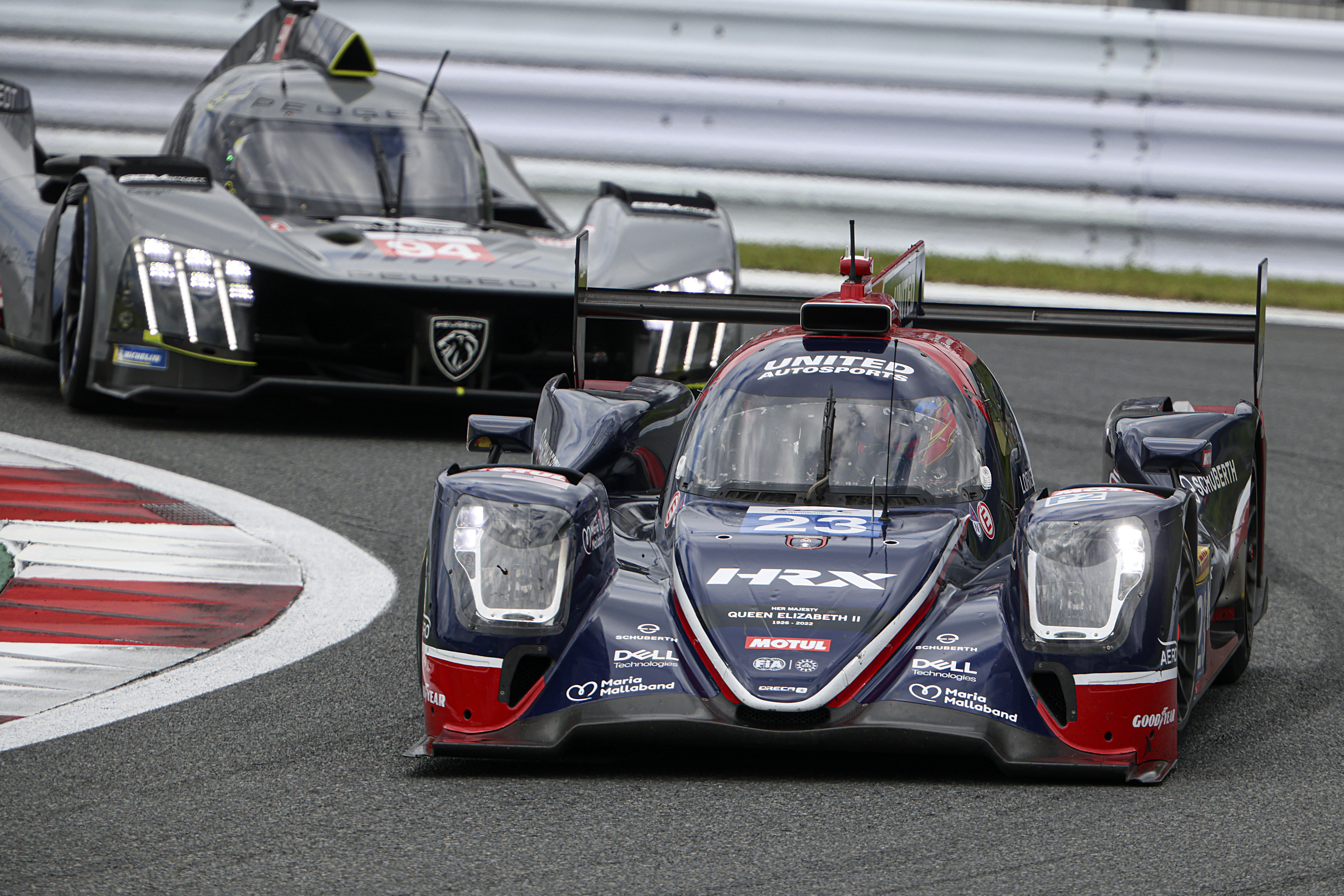
Der United-Autosport-Oreca 07 mit der Startnummer 23 vor dem Peugeot 9X8 mit der Nummer 94 während des Trainings

Das 6-Stunden-Rennen von Fuji 2022, auch 6 Hours of Fuji, fand am 11. September auf dem Fuji Speedway statt und war der fünfte Wertungslauf der FIA-Langstrecken-Weltmeisterschaft dieses Jahres.

## Das Rennen
Wie nach dem Gesamtsieg von André Negrão, Nicolas Lapierre und Matthieu Vaxivière im Alpine A480 beim 6-Stunden-Rennen von Monza erwartet, passten die technischen Delegierten des ACO und der WEC die Balance of Performance der Hypercar-Klasse erneut an. Beim Alpine fiel die Reduzierung der Motorleistung deutlich aus, sodass der V8-Gibson-Motor 34 PS verlor (von 618 auf 584 PS). Die pro Stint (Fahrzeit eines Rennwagens zwischen zwei regulären Boxenstopps) zu verbrauchende Energiemenge sank auf 752 Megajoule (in Monza lag dieser Wert bei 795 Megajoule). Die Motorleistung beim Toyota GR010 Hybrid und dem Peugeot 9X8 blieb unberührt, allerdings sank bei den beiden Wagen das Mindestgewicht. Es lag nun bei 1053 kg beim Toyota (- 17 kg) und 1061 kg beim Peugeot (- 18 kg).
Der Leistungsverlust beim Alpine A480 wirkte sich sowohl im Training als auch im Rennen negativ aus. In den freien Trainings fehlten dem Wagen konstant ca. 1,5 Sekunden auf die schnellen Toyota. Im Rennen war der Alpine dann chancenlos und das Trio Negrão/Lapierre/Vaxivière musste sich mit dem dritten Gesamtrang zufriedengeben. Der Rückstand auf den siegreichen Toyota von Sébastien Buemi, Brendon Hartley und Ryō Hirakawa. Erneut technische Probleme hatten die in Monza in die Weltmeisterschaft eingestiegenen Peugeot 9X8. Diesmal waren es die Turbolader, die beide Wagen zu außerplanmäßigen Boxenstopps zwangen. Der Peugeot mit der Nummer 93, gefahren von Paul di Resta, Mikkel Jensen und Jean-Éric Vergne, erreichte mit sieben Runden Rückstand den vierten Endrang.

## Ergebnisse

### Schlussklassement
| Pos.        | Klasse    | Nr. | Team                      | Fahrer                                                 | Fahrzeug                 | Runden |
| ----------- | --------- | --- | ------------------------- | ------------------------------------------------------ | ------------------------ | ------ |
| 1           | LMH       | 8   | Toyota Gazoo Racing       | Sébastien Buemi Brendon Hartley Ryō Hirakawa           | Toyota GR010 Hybrid      | 232    |
| 2           | LMH       | 7   | Toyota Gazoo Racing       | Mike Conway Kamui Kobayashi José María López           | Toyota GR010 Hybrid      | 232    |
| 3           | LMH       | 36  | Alpine Elf Matmut         | André Negrão Nicolas Lapierre Matthieu Vaxivière       | Alpine A480              | 230    |
| 4           | LMH       | 93  | Peugeot TotalEnergies     | Paul di Resta Mikkel Jensen Jean-Éric Vergne           | Peugeot 9X8              | 225    |
| 5           | LMP2      | 31  | Team WRT                  | Sean Gelael Robin Frijns Dries Vanthoor                | Oreca 07                 | 225    |
| 6           | LMP2      | 38  | Jota                      | Roberto González António Félix da Costa Will Stevens   | Oreca 07                 | 224    |
| 7           | LMP2      | 28  | Jota                      | Oliver Rasmussen Ed Jones Jonathan Aberdein            | Oreca 07                 | 224    |
| 8           | LMP2      | 41  | RealTeam by WRT           | Rui Andrade Ferdinand Habsburg Norman Nato             | Oreca 07                 | 224    |
| 9           | LMP2      | 23  | United Autosports USA     | Alex Lynn Oliver Jarvis Josh Pierson                   | Oreca 07                 | 224    |
| 10          | LMP2      | 9   | Prema Orlen Team          | Robert Kubica Louis Delétraz Lorenzo Colombo           | Oreca 07                 | 224    |
| 11          | LMP2      | 22  | United Autosports USA     | Philip Hanson Filipe Albuquerque Will Owen             | Oreca 07                 | 224    |
| 12          | LMP2      | 1   | Richard Mille Racing Team | Lilou Wadoux Paul-Loup Chatin Charles Milesi           | Oreca 07                 | 223    |
| 13          | LMP2      | 10  | Vektor Sport              | Renger van der Zande Ryan Cullen Sébastien Bourdais    | Oreca 07                 | 223    |
| 14          | LMP2      | 83  | AF Corse                  | François Perrodo Nicklas Nielsen Alessio Rovera        | Oreca 07                 | 223    |
| 15          | LMP2      | 34  | Inter Europol Competition | Jakub Śmiechowski Alex Brundle Esteban Gutiérrez       | Oreca 07                 | 222    |
| 16          | LMP2      | 35  | Ultimate                  | Jean-Baptiste Lahaye Matthieu Lahaye François Hériau   | Oreca 07                 | 221    |
| 17          | LMGTE-Pro | 51  | AF Corse                  | Alessandro Pier Guidi James Calado                     | Ferrari 488 GTE Evo      | 217    |
| 18          | LMGTE-Pro | 52  | AF Corse                  | Miguel Molina Antonio Fuoco                            | Ferrari 488 GTE Evo      | 217    |
| 19          | LMGTE-Pro | 92  | Porsche GT Team           | Michael Christensen Kévin Estre                        | Porsche 911 RSR-19       | 217    |
| 20          | LMH       | 94  | Peugeot TotalEnergies     | Loïc Duval Gustavo Menezes James Rossiter              | Peugeot 9X8              | 217    |
| 21          | LMGTE-Pro | 91  | Porsche GT Team           | Gianmaria Bruni Richard Lietz                          | Porsche 911 RSR-19       | 216    |
| 22          | LMGTE-Pro | 64  | Corvette Racing           | Tommy Milner Nick Tandy                                | Chevrolet Corvette C8.R  | 215    |
| 23          | LMGTE-Am  | 33  | TF Sport                  | Ben Keating Henrique Chaves Marco Sørensen             | Aston Martin Vantage AMR | 213    |
| 24          | LMGTE-Am  | 85  | Iron Dames                | Rahel Frey Michelle Gatting Sarah Bovy                 | Ferrari 488 GTE Evo      | 212    |
| 25          | LMGTE-Am  | 777 | D'station Racing          | Satoshi Hoshino Tomonobu Fujii Charlie Fagg            | Aston Martin Vantage AMR | 212    |
| 26          | LMGTE-Am  | 54  | AF Corse                  | Thomas Flohr Francesco Castellacci Davide Rigon        | Ferrari 488 GTE Evo      | 212    |
| 27          | LMGTE-Am  | 98  | Northwest AMR             | Paul Dalla Lana David Pittard Nicki Thiim              | Aston Martin Vantage AMR | 212    |
| 28          | LMGTE-Am  | 46  | Team Project 1            | Matteo Cairoli Mikkel Pedersen Nicolas Leutwiler       | Porsche 911 RSR-19       | 211    |
| 29          | LMGTE-Am  | 71  | Spirit of Race            | Franck Dezoteux Pierre Ragues Gabriel Aubry            | Ferrari 488 GTE Evo      | 211    |
| 30          | LMGTE-Am  | 56  | Team Project 1            | Takeshi Kimura Ollie Millroy Ben Barnicoat             | Porsche 911 RSR-19       | 211    |
| 31          | LMGTE-Am  | 88  | Dempsey-Proton Racing     | Fred Poordad Patrick Lindsey Jan Heylen                | Porsche 911 RSR-19       | 211    |
| 32          | LMGTE-Am  | 21  | AF Corse                  | Simon Mann Christoph Ulrich Toni Vilander              | Ferrari 488 GTE Evo      | 211    |
| 33          | LMGTE-Am  | 60  | Iron Lynx                 | Claudio Schiavoni Matteo Cressoni Giancarlo Fisichella | Ferrari 488 GTE Evo      | 211    |
| 34          | LMP2      | 45  | Algarve Pro Racing        | Steven Thomas James Allen René Binder                  | Oreca 07                 | 199    |
| 35          | LMGTE-Am  | 86  | GR Racing                 | Mike Wainwright Riccardo Pera Ben Barker               | Porsche 911 RSR-19       | 193    |
| Ausgefallen |           |     |                           |                                                        |                          |        |
| 36          | LMGTE-Am  | 77  | Dempsey-Proton Racing     | Christian Ried Sebastian Priaulx Harry Tincknell       | Porsche 911 RSR-19       | 128    |

### Nur in der Meldeliste
Zu diesem Rennen sind keine weiteren Meldungen bekannt.

### Klassensieger
| Klasse    | Fahrer                | Fahrer          | Fahrer         | Fahrzeug                 | Platzierung im Gesamtklassement |
| --------- | --------------------- | --------------- | -------------- | ------------------------ | ------------------------------- |
| LMH       | Sébastien Buemi       | Brendon Hartley | Ryō Hirakawa   | Toyota GR010 Hybrid      | Gesamtsieg                      |
| LMP2      | Sean Gelael           | Robin Frijns    | Dries Vanthoor | Oreca 07                 | Rang 5                          |
| LMGTE-Pro | Alessandro Pier Guidi | James Calado    |                | Ferrari 488 GTE Evo      | Rang 17                         |
| LMGTE-Am  | Ben Keating           | Henrique Chaves | Marco Sørensen | Aston Martin Vantage AMR | Rang 23                         |

### Renndaten
- Gemeldet: 36
- Gestartet: 36
- Gewertet: 35
- Rennklassen: 4
- Zuschauer: unbekannt
- Wetter am Rennwochenende: warm und trocken
- Streckenlänge: 4,563 km
- Fahrzeit des Siegerteams: 6:01:23,341 Stunden
- Runden des Siegerteams: 232
- Distanz des Siegerteams: 1058,616 km
- Siegerschnitt: unbekannt
- Pole Position: Kamui Kobayashi – Toyota GR010 Hybrid (#7) – 1:29,234 = 184,086 km/h
- Schnellste Rennrunde: Mike Conway – Toyota GR010 Hybrid (#7) – 1:30,735 = 181,041 km/h
- Rennserie: 5. Lauf zur FIA-Langstrecken-Weltmeisterschaft 2022